# Holungen

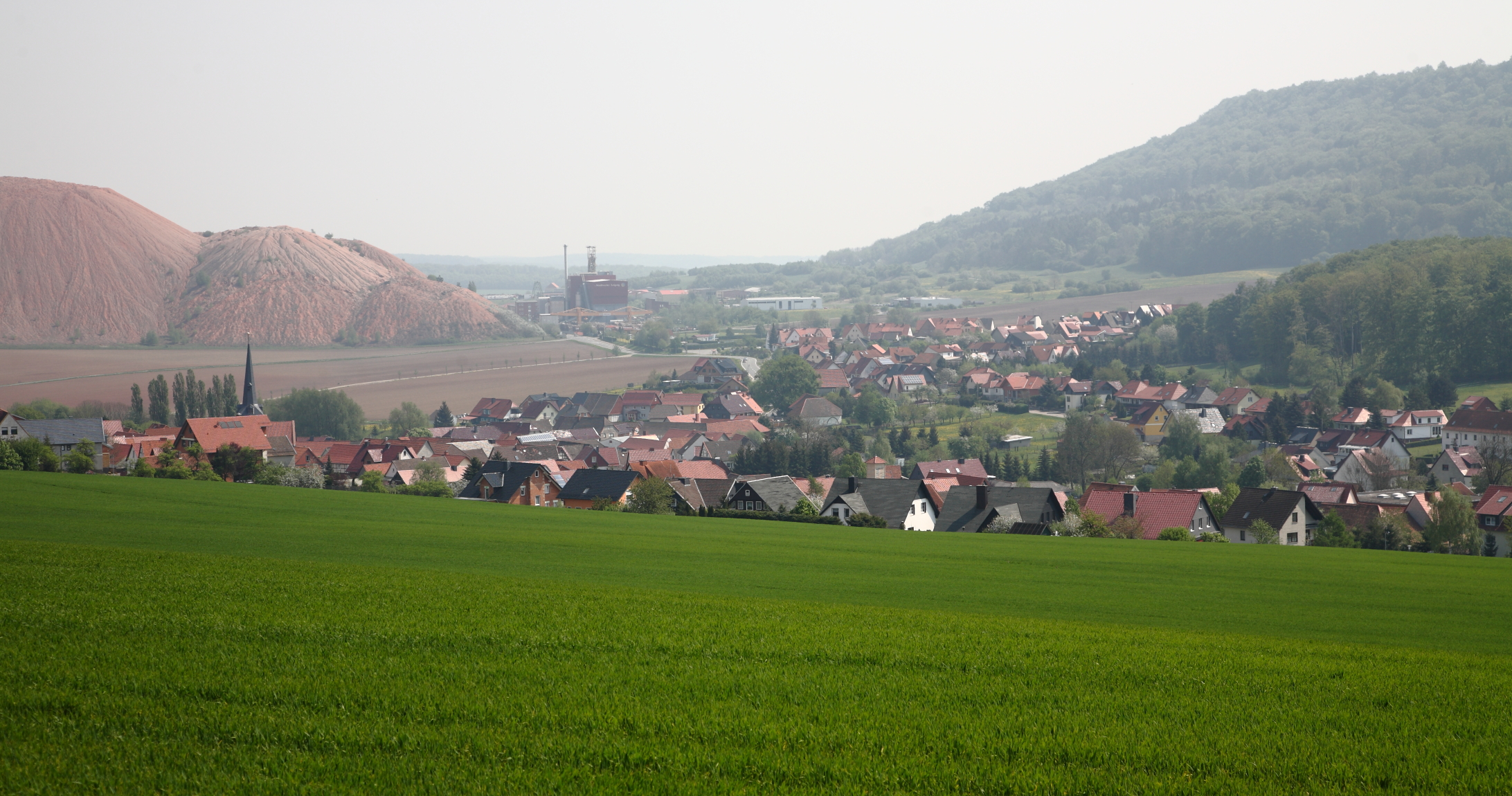
Die Ortschaft Holungen und das Kaliwerk Bischofferode (links im Hintergrund die Kali-Abraumhalde).

Holungen ist ein Dorf des Untereichsfelds im Nordwesten von Thüringen (Deutschland). Es gehört zu den mittelgroßen Dörfern im Landkreis Eichsfeld. Seit dem 1. Dezember 2011 ist die vormals selbstständige Gemeinde ein Ortsteil der Landgemeinde Sonnenstein.

## Geographie

### Lage
Holungen befindet sich 35 km südlich vom Harz, 10 km ostsüdöstlich vom niedersächsischen Duderstadt und etwa 8 km nordnordöstlich des auch zum Landkreis Eichsfeld gehörenden Worbis. Unmittelbare Nachbarorte sind Brehme im Westen, Jützenbach im Norden, Bischofferode im Osten und Kaltohmfeld im Süden.
Zur Gemarkung von Holungen gehört noch die nordwestlich im Kreuzungsbereich der Landesstraßen 1011 und 1012 gelegene Kleinsiedlung Sonnenstein.

### Landschaft
Das Haufendorf Holungen liegt in den Nordausläufern des Ohmgebirges im Tal der durch das Dorf fließenden Bode, einem überwiegend nach Ostsüdosten abfließenden Zufluss der Wipper. Südlich erheben sich im Ohmgebirge die Sonder (512,9 m ü. NHN) und der Ohmberg (528,7 m), mit der „Wilden Kirche“. Die Hohenkammer erhebt sich westlich des Dorfs, wo sie durch das Segeltal von der Sonder getrennt ist. Im Nordwesten erhebt sich der Sonnenstein (485,6 m), nördlich liegt der Graseforst. Nordöstlich ist eine Kaliabraumhalde aufgeschüttet, die bergähnliche Ausmaße hat. Holungen liegt auf etwa  350 m Höhe.

### Verkehr

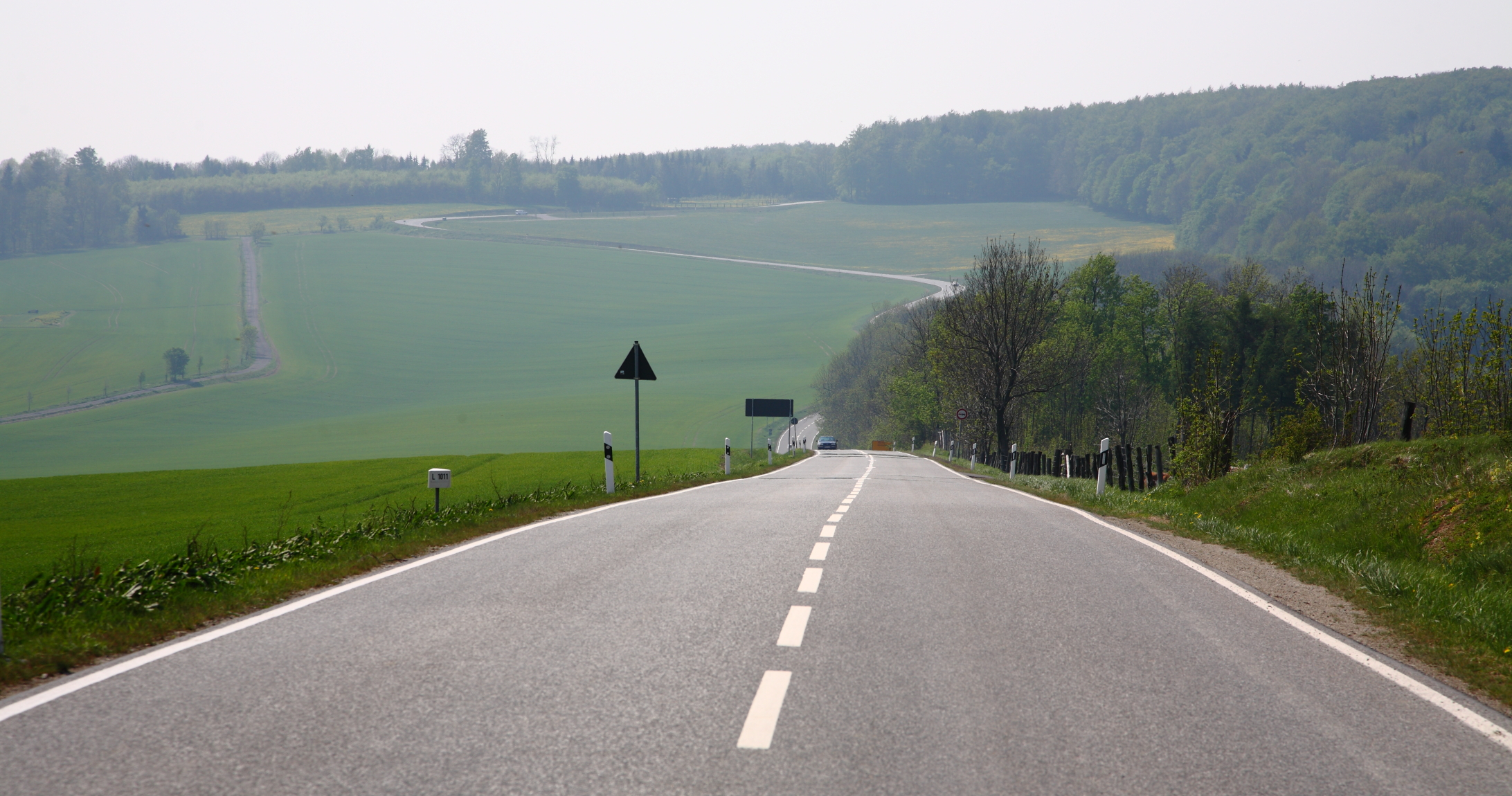
Die Landesstraße 1012 am Sonnenstein Richtung Kirchohmfeld und Worbis. Links im Tal liegt Holungen.

Verkehrsmäßig angeschlossen ist Holungen über die Landesstraßen 1011 Brehme-Bischofferode und 1012 Worbis-Jützenbach. Einige Kilometer südlich hat der Ort Anschluss an die Bundesautobahn 38 (Anschlussstelle Leinefelde-Worbis), der nächste Bahnanschluss befindet sich in Leinefelde.

## Klima und Geologie
Bis auf die Ostwinde ist Holungen durch die Gebirge gut gegen äußere Einflüsse geschützt. Im Ortsgebiet stehen mesozoische Sedimentgesteine des Oberen Buntsandsteins, Unteren Muschelkalks und der Oberkreide an. Westlich des Ortes verläuft die markante Ohmgebirgs-Grabenzone mit ihrem Nordteil, dem sogenannten Holunger Graben, wo auch die kreidezeitlichen Gesteine an der Oberfläche liegen. Im Überschwemmungsgebiet der Bode sind holozäne Auesedimente vorherrschend.

## Herkunft des Namens
Die Forschungen über die Herkunft des Namens Holungen gehen bis ins Altertum zurück. Beweismittel dafür sind vor allem Akten aus dem Kloster Gerode. Der Name „Holungen“ soll von dem Wort „Hold“ (guter, weiblicher Geist) stammen. Dieses Wort kann mundartlich aber auch so viel wie „Holt“ bedeuten, was dem „Wald“ entsprechen würde. In alten Urkunden findet man auch den Namen Holdungen. Wobei der Ausdruck aber auch wieder von „Haulungen“ stammen könnte. Das heißt „Waldweide an einem Abhange“. Daraus ist zu schließen, dass Holungen als eine Waldsiedlung bezeichnet wurde.
Die Dörfer mit der Endung „-ungen“ wurden alle in eine ältere Siedlungsperiode verlegt. Darum ist es möglich, dass die Entstehung auf die Kolonisation zurückzuführen ist. Vielleicht gehörte der Ort schon vor 531 zur 2. Siedlungsperiode (alle Orte mit „-ungen“), als die Franken Thüringen besiegten. Danach gehörte der Norden des Eichsfeldes zu den Sachsen, also auch Holungen.

## Wappen
Das Mainzer Rad im ersten Viertel steht für das Kurfürstentum Mainz, im dritten Viertel befinden sich zwei gekreuzte Hämmer die den Kalibergbau in der Umgebung symbolisieren. Dieser war über viele Jahrzehnte von enormer ökonomischer Bedeutung. In der zweiten Hälfte des Wappens ist eine Abbildung des Sonnensteins zu sehen. Eine Erhebung, die sich ganz in der Nähe des Ortes befindet.
Blasonierung: „Halbgeteilt und gespalten; oben vorn in Rot ein silbernes, sechsspeichiges Rad, unten vorn in Silber schwarze gekreuzte Schlägel und Eisen, hinten in Silber einen grünen Berg, darauf ein schwarzes Hochkreuz.“

## Geschichte

### Frühgeschichte und Ersterwähnung 1266
Die Gründungszeit Holungens soll nach Akten des Klosters Gerode in dem Zeitraum zwischen 531 und 800 liegen, einen Beweis dafür gibt es allerdings nicht, zumal die Aktenüberlieferung des Klosters erst im ausgehenden 15. Jahrhundert einsetzt. In den folgenden Jahrhunderten soll er angeblich viele kriegerische Ereignisse im Ort und in der Umgebung gegeben haben. 933 schlägt Heinrich I. Ungarn an der Unstrut. 22 Jahre später gelingt dies auch seinem Sohn Otto dem Großen auf dem Lechfelde. Danach kehrt Ruhe ins Land ein. Zwischen 1118 und 1120 entsteht das Kloster Gerode. 1247 starb der Thüringer Landgraf Heinrich Raspe. Er war von 1236 bis 1247 Landesherr eines Teils der Mark Tu-der-stede, dem heutigen Duderstadt. Elisabeth von Thüringen war seine Schwägerin. 1246 ließ er sich zum Gegenkönig von Friedrich II. wählen. Nach seinem Tod kämpfte man um das Erbe des Thüringer Landgrafenhauses, wobei Holungen verwüstet wurde. Viele Einwohner flüchteten in dieser Zeit nach Duderstadt. Diese Vermutungen werden durch Urkunden aus den Jahren 1266 und 1299 teilweise belegt. Die Dokumente von 1266 stellen auch die erste urkundliche Erwähnung Holungens unter dem Namen „Haldungen“ da. Zwischen 1350 und 1370 wurde das Dorf wieder aufgebaut und gehörte der Grafschaft Lohra an. Seit 1370 gehörte Holungen dann zu der Grafschaft Hohnstein, und 1431 wurde es durch Tausch zum Klosterdorf vom Kloster Gerode, das 1525 im Zuge der Bauernkriege zerstört wurde.

### Die Zeit bis zum deutschen Kaiserreich
Der Dreißigjährige Krieg machte auch vor Holungen nicht halt, und 1626 kam es zur weitgehenden Verwüstungen durch das Heer von Herzog Christian von Braunschweig.
Im Jahre 1701 wurde Preußen Königreich, aber das Eichsfeld, also auch Holungen, war weiterhin dem Kurfürstentum Mainz unterstellt. Gegen Friedrich den Großen leistete das Eichsfeld zwischen 1740 und 1786 Kriegsdienste für Österreich und stand im Krieg gegen Preußen. Viele Holunger waren an diesen Kriegen beteiligt oder ließen sich bei dem Kurmainzischen Husarencorps anwerben. Dadurch findet man auch heute noch einige Holunger Stammesnamen in Wien. 1802 wurde das Eichsfeld schließlich doch an Preußen angegliedert. Dies war am 3. August, dem Geburtstag des Preußenkönigs Friedrich Wilhelm III.
Die preußische Herrschaft hielt nur vier Jahre und zehn Wochen, bis zu den Jahren 1806 und 1807, in denen Preußen fast völlig vernichtet wurde. Außerdem wurde ihm die Hälfte der Länder sowie die Großmachtstellung geraubt. Im Jahre 1806 verlor man die Schlacht bei Jena und Auerstedt, wodurch Napoleon schon im Dezember des Jahres die beiden eichsfeldischen Kreise, also auch Holungen unter Besitz nahm. Friedrich Wilhelm III. floh mit seiner Frau und den Prinzen nach Memel. Die Franzosen verlangten hohe Abgaben, welche die Holunger über das Kloster Gerode leisten mussten. 1807 kam dann das Eichsfeld zum Königreich Westphalen mit der Hauptstadt Kassel. Am 1. Januar 1808 trat das bürgerliche Gesetzbuch, der „Code Napoléon“, in Kraft. Die Jungmannen mussten jetzt Kriegsdienst im Heer der Franzosen leisten. In dieser Zeit marschierten viele Truppen durch das Eichsfeld und ließen sich auch in Holungen nieder.
Nach den Freiheitskämpfen gehörte das Eichsfeld wieder Preußen an. Es wurden geordnete Gesetze geschaffen, und Worbis erhielt ein eigenes Stadt- und Landgericht. Holungen wurde dem Gerichtsamt Gerode zugeteilt. Zu dieser Zeit hatte Holungen 650 Einwohner. 1841 erhielt Holungen seinen ersten Kaplan. Seit dem 28. Januar 1844 gab es laut der Verfassung des Kommissariats jeden Sonn- und Feiertag einen vollständigen Gottesdienst.
Im Jahr 1848 gab es viele Ausschreitungen im Kreis Worbis. Deshalb wurden in den Dörfern Bürgerwehren geschaffen, die dem Bürgermeister unterstellt waren. Die Wehren wurden mit Piken, Säbeln und Gewehren ausgerüstet. Ein Jahr später wurde das Grundbuchamt vollständig im Amtsgericht Worbis eingerichtet.
Die Cholera suchte den Kreis Worbis im Jahr 1850 heim. Die meisten Toten hatte der Nachbarort Weißenborn zu verzeichnen, Holungen war nur gering betroffen. Im September 1855 besuchte der König viele Orte im Kreis. Das Eichsfeld hatte durch die Freiheitskriege viel gelitten, es gab Missernten und viele Krankheiten. Holungen erhielt von ihm Geld für den Wiederaufbau einiger abgebrannter Häuser. Am 2. Februar 1861 starb König Friedrich Wilhelm IV., sein Bruder Wilhelm I. trat an seine Stelle. Im selben Jahr erfolgte auch die Gründung des Schützenvereins und der Ausbau der Chaussee über den Graseforst. Die Holunger waren mit diesem Ausbau unzufrieden, da eine andere Variante für den Ort günstiger gewesen wäre. Im Februar 1865 gab es deshalb einen großen Prozess, der verloren wurde. Die Chaussee führte von Worbis über den Sonnenstein nach Gerode und war eine halbe Stunde weiter als der alte Weg. Holungen war dadurch fast komplett vom Fremdenverkehr abgeschlossen.
Holungen besaß als besonderes Wahrzeichen eine Bockwindmühle. Diese wurde 1844 von Joseph Isecke erworben und stand vorher auf dem Berg Schern bei Nordhausen. Im April 1844 setzte man die Mühle nach Holungen um und benutzte sie zum Kornmahlen. Nach dem Tod des Müllers Isecke wechselte die Mühle in rascher Folge ihre Besitzer. 1928 stellte Joseph Glahn den Betrieb ein und 1939 wurde die Mühle abgebrochen. Heute findet man noch die Fundamente.

### Die Zeit des deutschen Kaiserreiches
In den Jahren 1870/1871 fand der Krieg gegen Frankreich statt und Deutschland wurde am 30. Januar 1871, unter dem Preußenkönig Wilhelm I., Kaiserreich. Die Soldaten kehrten mit dem Eisernen Kreuz, der Kriegsdenkmünze und anderen Verdienstzeichen zurück. Es entstanden viele Kriegskameradschaften und später wurde ein Kriegerverein gegründet.
In Holungen war die Akzeptanz von Kaiser Wilhelm sehr hoch. Dies lag zu großen Teilen auch daran, dass ein Holunger (Josef Hildebrandt), von 1861 bis 1888 Kutscher des Kaisers war. In dieser Zeit hatte Holungen etwa 650 Einwohner, zwei Baumschulen, ein Hirtenhaus, eine Schule, eine Gemeindeschenke und einen Löschwasserteich. Außerdem besaß der Ort 196 Äcker und rund 500 Morgen eigenes Land.
Am 1. April 1876 wurde Rektor Friedrich Polak aus Nordhausen zum Schulinspektor ernannt. Holungen bekam einen zweiten Lehrer und eine neue Schule wurde gebaut. Im März des Jahres 1871 wurden die Grundstücke in der gesamten Flur vermessen. Durch die verschiedenen Höhenlagen war es zwar möglich, dass es Differenzen in den Messungen gab, aber in 232 Fällen wurde die zulässige Differenz überschritten. In 100 Fällen betrug sie sogar das Doppelte des Zulässigen. Die Besitzer gaben das Land in das Separationsverfahren und ließen es sich hinterher zurückgeben, dadurch wurde die Flur verkleinert. 1906 kam heraus, dass Holungen 180 Äcker Fläche fehlten, die im Grundbuch eigentlich eingetragen waren. 1925 wurde das Land doppelt verbucht, einmal für den Forstfiskus und zum anderen für die Gemeinde Weißenborn. Holungen erhob Einspruch, jedoch ohne Erfolg.
Im Juni 1890 gründete man in Holungen einen Kirchenbau-Verein. Ein Jahr später wurde mit dem Bau der Kirche begonnen. Die Steine dafür wurden in einem nahegelegenen Steinbruch (Wehnberg) gebrochen. Ein Lehrer aus Holungen übte mit den jungen Menschen Theaterstücke ein und spielte in den Nachbardörfern für den Aufbau der Kirche. Am 20. Juni 1893 wurde sie von Weihbischof Augustinus Gockel eingeweiht. Ein Jahr danach kam das Standesamt von Bischofferode nach Holungen. 1895 wurde die Straße in Richtung Bischofferode gebaut, Holungen erhielt Unterstützung von der Landesbauinspektion Mühlhausen. Im Jahr 1896 erhielt der Ort eine neue Kirchenorgel. Ein Jahr später schlug der Blitz in den Kirchturm ein, der daraufhin repariert werden musste. Zur gleichen Zeit erhielt Holungen eine neue Kirchenglocke, weil die alte beim Läuten gesprungen war. Im Jahre 1899 wurde der Holunger Gesangsverein gegründet. 1908 begann man mit der Abteufung des Kalischachtes I für das Kaliwerk Bischofferode.

Die Holunger Kirche um 1900
Holungen um 1900
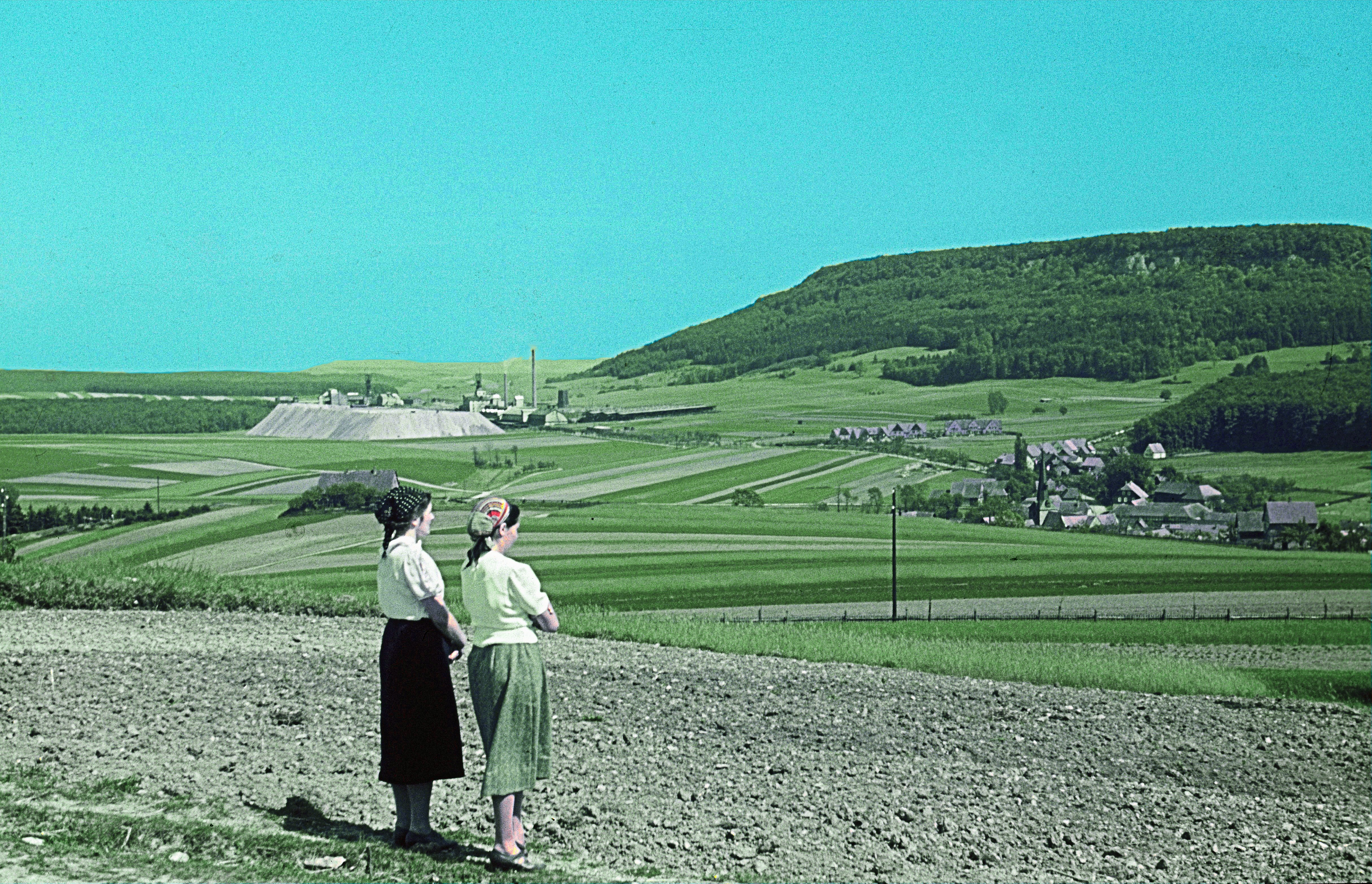
Holungen 1942, links Kalibergwerk Bischofferode
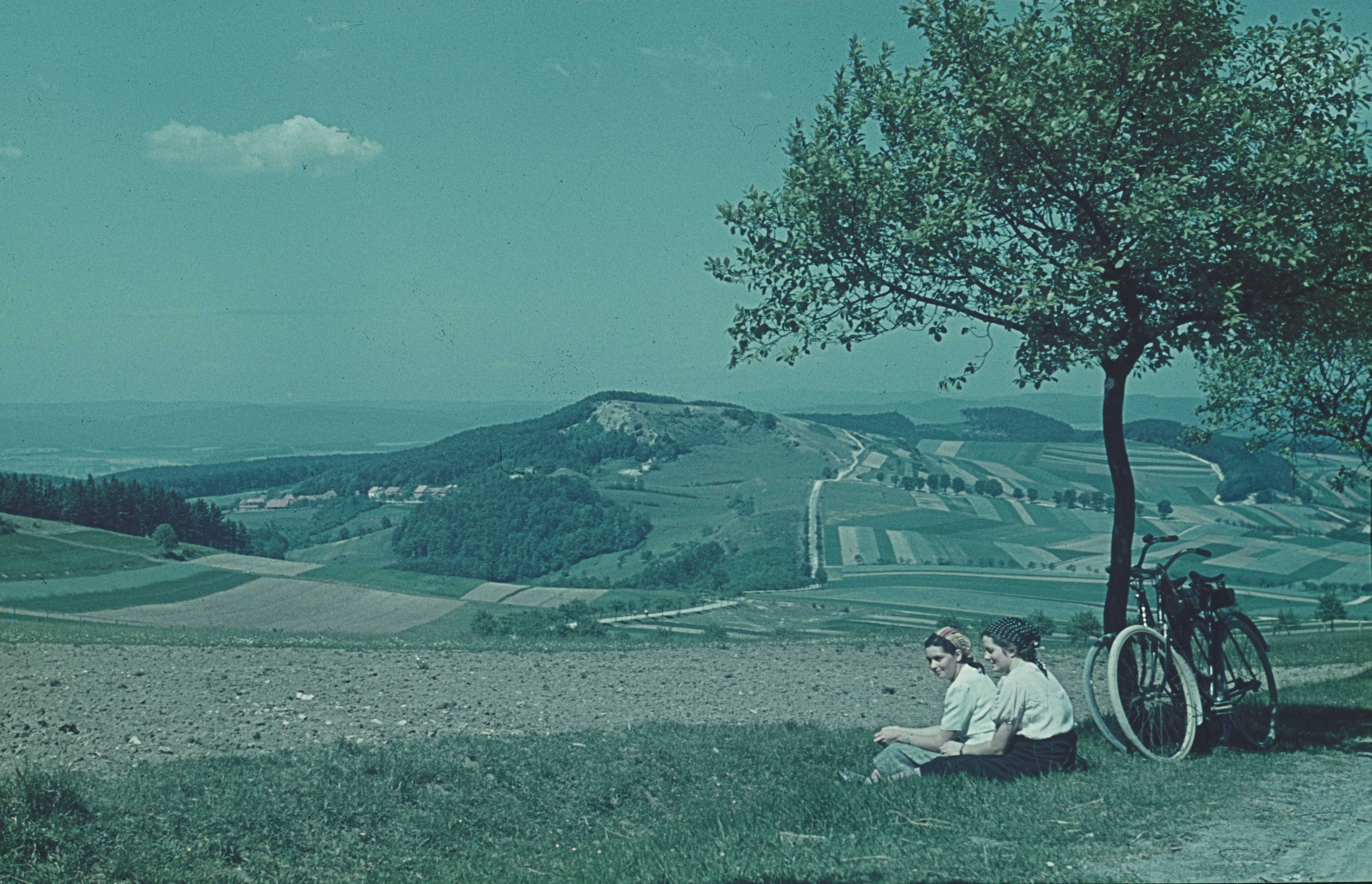
1942 Blick zum Sonnenstein

### Erster und Zweiter Weltkrieg
Holungen ist vom unmittelbaren Geschehen der beiden Weltkriege weitestgehend verschont geblieben. Im Ersten Weltkrieg mussten 160 Holunger zu den Waffen. 36 Männer kehrten nicht mehr in ihre Heimat zurück. Zu ihrem Gedenken wurde in der Kirche unter dem Turm eine Gedenktafel angebracht.
Während der NS-Herrschaft mussten seit 1940 elf Frauen und Männer aus Polen und seit 1942 weitere Kräfte aus der Ukraine im Dorf Zwangsarbeit leisten. Im Ort befand sich das „Gemeinschaftslager I für Kriegsgefangene“ des Kaliwerkes Bismarckshall.
Im Zweiten Weltkrieg waren Holunger Männer unter anderem in Polen, Frankreich und Russland als Wehrmachtssoldaten eingesetzt. Insgesamt starben während des Krieges 47 Männer aus Holungen. Die Dorfbewohner spürten die Auswirkungen des Krieges erst gegen dessen Ende. In der Nähe wurde eine große Luftmine abgeworfen und einige Flieger von der Luftwaffe abgeschossen. Holungen blieb von feindlichen Fliegerangriffen weitestgehend verschont. Einige Bürger mussten Strafe zahlen, weil sie ihre Fenster nicht genug verdunkelt hatten.
Im Frühjahr 1945 zogen sich die deutschen Truppen zurück. Holungen bekam am 14. März 1945 viele Soldaten der Flak und Infanterie zur Einquartierung. Ab jetzt kam die Gemeinde in die Kampfzone. In der Nacht vom 9. zum 10. April kam es gegen 11 Uhr zum Gefecht. Flak-Geschütze schossen circa drei Stunden mit längeren Unterbrechungen auf feindliche Flieger. Die Bewohner und Häuser Holungens blieben unversehrt. Am 11. April begann der Vormarsch der US-amerikanischen Truppen auf Holungen. Einen Tag zuvor flüchteten die deutschen Truppen. Als die Nachricht vom Vormarsch der US-Amerikaner bekannt wurde, gingen der Bürgermeister und der Pfarrvikar den anrückenden Truppen entgegen. Beim Annähern des ersten Fahrzeuges gingen beide Männer auf die US-amerikanischen Soldaten zu und baten, Holungen zu verschonen. Sie erklärten, dass keine deutschen Soldaten mehr im Dorf seien und dass es keinen Widerstand Holungens gebe. Am Kirchturm hatten die Bürger eine weiße Fahne mit rotem Kreuz wehen lassen.
Die Truppenbewegung der US-Amerikaner dauerte bis zum 18. April an. In den ersten drei Tagen fuhren die Panzer ununterbrochen. Die Bewohner durften nur mittags von 12 bis 13 Uhr die Hauptstraße benutzen. Alle Straßen in Holungen wurden vollständig zerstört.
Am 4. Juli 1945 kamen die sowjetischen Soldaten nach Holungen. Die Grenze zu den US-Amerikanern und Engländern war zehn Kilometer entfernt. Am 20. August zog der Großteil der sowjetischen Soldaten wieder ab und es blieb nur eine kleine Besatzung.

### DDR, Wendezeit und Kaliwerk
Durch den sehr stark ausgeprägten katholischen Glauben im Eichsfeld, besonders auch in Holungen, hatte die SED es schwer, im Eichsfeld Fuß zu fassen.
Die Lage wurde zusätzlich noch dadurch erschwert, dass sich Holungen in der Nähe des Grenzsperrgebietes befand. Bereits die Nachbardörfer Brehme und Jützenbach befanden sich innerhalb dieser Zone. Dieses mehrere Kilometer ins Innere der DDR reichende Gebiet hatte die Aufgabe, potentielle Flüchtlinge bereits weit vor der eigentlichen Grenze abzufangen. Als Tourist durfte man nicht einreisen. Man musste entweder dort wohnen oder zum Besuch von Verwandten einen entsprechenden Passierschein beantragen. Da viele Holunger Verwandte und Freunde im Grenzsperrgebiet hatten, wurden Kontakte zusätzlich erschwert.

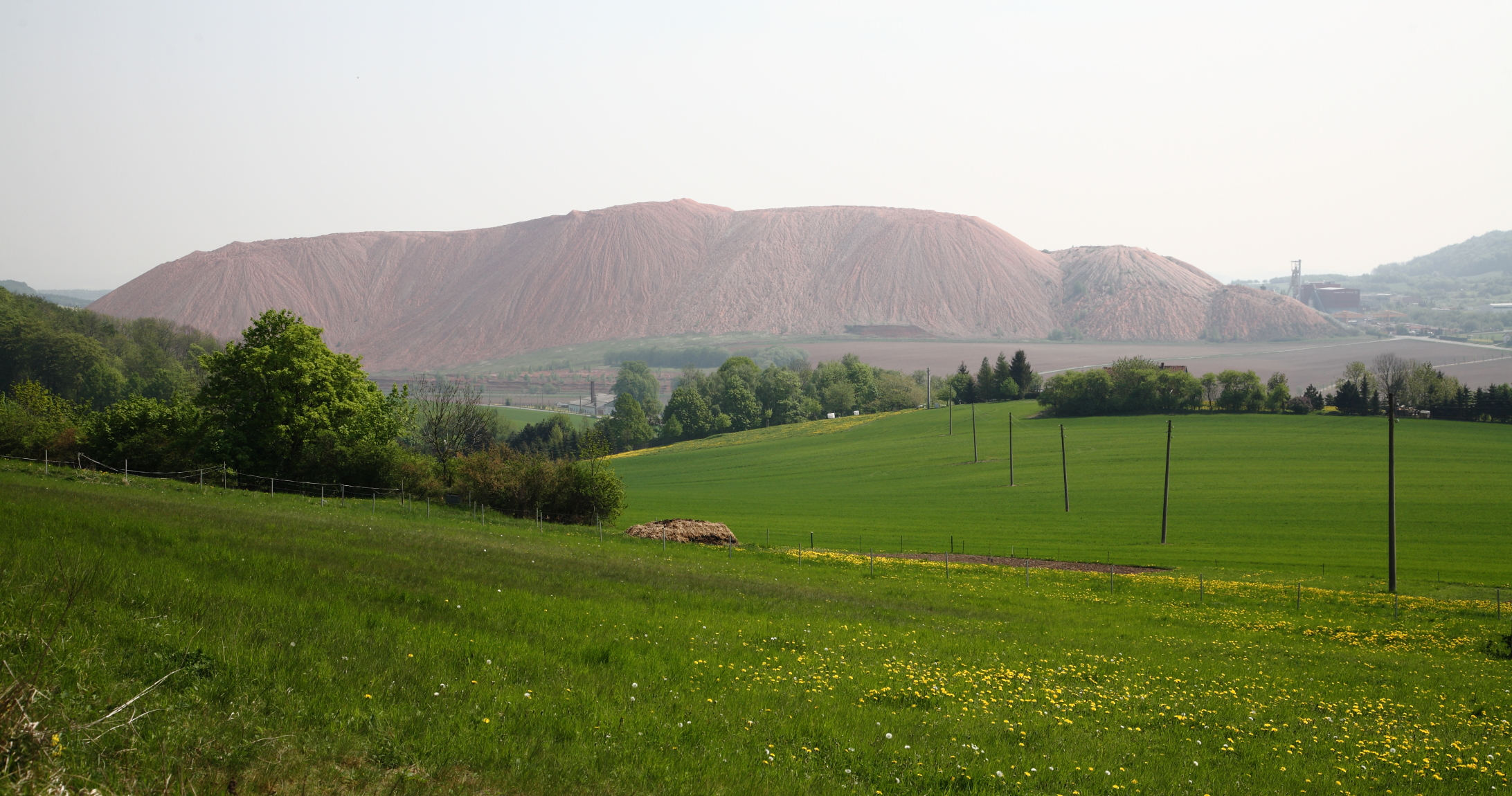
Die Kali-Abraumhalde in der Nähe von Holungen und Bischofferode (von Sonnenstein aus gesehen).

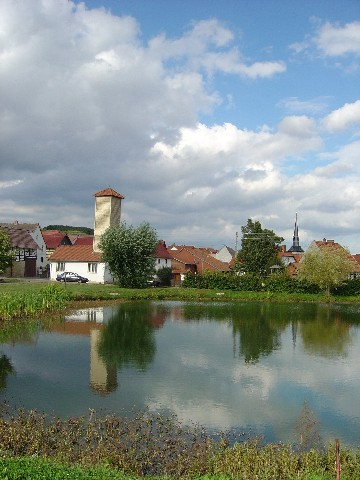
Teich mit Feuerwehrhaus

Das Kaliwerk „Thomas Müntzer“ war in der Zeit der DDR der wichtigste Arbeitgeber in der Region. Von 1955 bis 1961 stieg die Zahl der Werktätigen von 25 auf fast 300. Noch 1939 war das Kaliwerk Zulieferer für die deutsche Kriegswirtschaft und war damit der „Rüstungsindustriestufe SS“ gleichgesetzt. Es war das einzige Werk, welches 98 bis 99%iges Kaliumchlorid mit höchstem Reinheitsgrad lieferte. Mit diesen Salzen konnten Sprengstoffe und andere für den Krieg wichtige Materialien produziert werden. 1977 bekam das Kalisalz für seine gleich bleibende Güte den K1-Preiszuschlag, zwei Jahre später bekam man das Gütezeichen „Q“. Ab 1985 war das Werk der alleinige Hersteller von Lehnenverstellern für den Wartburg. Außerdem wurden Dachfenster und Kalidüngemittel hergestellt. 1993 wurde der Betrieb im Kaliwerk beendet. Die Schließung des Kaliwerkes sorgte damals bundesweit für Aufsehen, da die Kalikumpel mit vielen Aktionen (unter anderem Hungerstreiks und einem Marsch nach Berlin) und der Parole „Bischofferode ist überall“ auf sich aufmerksam machten. Das Kaliwerk war von großer Bedeutung für die anliegenden Dörfer und stellte mittlerweile Arbeitsplätze für über 1000 Menschen zur Verfügung. Die Wirtschaft der Region erholte sich nur langsam von diesem Umbruch. Auch wenn das Kaliwerk mehr mit Bischofferode in Verbindung gebracht wird, befand sich ein Großteil des Betriebsgeländes auf dem Gebiet der Gemeinde Holungen.
In Holungen wurden nach der Wende einige Straßen saniert. Viele Haushalte bekamen Telefon- und Gasanschluss etc. Im Jahr 1995 wurde das II. Eichfelder Trachtenfest in Holungen gefeiert. Dieses Fest brachte für Holungen diverse Verschönerungen, zum Beispiel wurden der Platz um den Teich und das Feuerwehrhaus neu gestaltet.
Am 1. Dezember 2011 schloss sich die Gemeinde Holungen mit den sieben anderen Gemeinden der Verwaltungsgemeinschaft Eichsfeld-Südharz zur Landgemeinde Sonnenstein zusammen.

### Einwohnerentwicklung
Im Jahre 1900 zählte Holungen 671 Menschen in 104 Häusern. In jedem Haus wohnten im Schnitt zwischen 5 und 7 Menschen. Bis zum Beginn des Ersten Weltkrieges stieg die Einwohnerzahl langsam an. Nach dem Krieg ging diese Entwicklung weiter da viele Menschen Zuflucht in Holungen suchten. Von 1925 bis 1940 wurden diese Zahlen rückläufig. Während des Zweiten Weltkrieges kamen dann wieder viele Evakuierte, so war 1945 mit 1092 Menschen zum ersten Mal die Eintausender-Grenze überschritten. 1947 erreichte die Einwohnerzahl ihren bis heute noch größten Wert von 1332 Menschen. Nach dieser Zeit ging die Bevölkerungszahl wieder langsam zurück. 1964 lebten noch 1080 Menschen, in 315 Familien. Die Zahl der Großfamilien nahm immer mehr ab. Im Jahr 1978 lag die Zahl der Einwohner wieder unter 1000, diese Grenze wurde 1983 noch einmal überschritten. Im Jahr der Wende 1990 lag sie noch bei 948, anschließend pegelte sich die Zahl um die 1000 ein. 2001 lebten 1005 Menschen in Holungen, Anfang 2003 waren es nur noch 978.
Entwicklung der Einwohnerzahl (31. Dezember):
| Jahr | Einwohner |
| ---- | --------- |
| 1994 | 1004      |
| 1995 | 1017      |
| 1996 | 997       |
| 1997 | 1005      |

| Jahr | Einwohner |
| ---- | --------- |
| 1998 | 1002      |
| 1999 | 990       |
| 2000 | 998       |
| 2001 | 991       |

| Jahr | Einwohner |
| ---- | --------- |
| 2002 | 978       |
| 2003 | 969       |
| 2004 | 949       |
| 2005 | 938       |

| Jahr | Einwohner |
| ---- | --------- |
| 2006 | 932       |
| 2007 | 931       |
| 2008 | 921       |
| 2009 | 894       |

| Jahr | Einwohner |
| ---- | --------- |
| 2010 | 891       |
| 2011 |           |
| 2012 |           |
| 2013 |           |

Datenquelle: Thüringer Landesamt für Statistik 

## Politik

### Bürgermeister

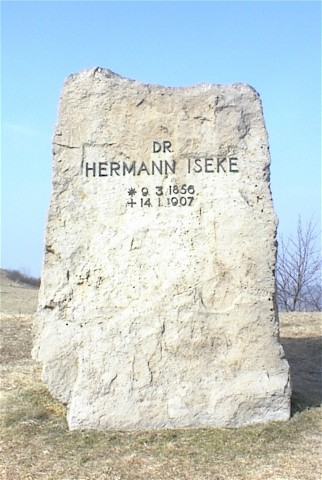
Gedenkstein Dr. Hermann Isekes

Der letzte ehrenamtliche Bürgermeister vor der Eingemeindung Benno Mumdey (CDU) wurde am 6. Juni 2010 wiedergewählt.

## Persönlichkeiten
geboren in Holungen:
- Hermann Iseke (1856–1907), Dichter des „Eichsfelder Sangs“ und anderer Werke
- Anton Thraen (1843–1902), Namensgeber der Asteroiden „Eichsfeldia“ und „Photographica“
- Franz Iseke (1872–1938), Pfarrer, der sich durch den Einsatz gegen den Nationalsozialismus verdient gemacht hat
- Miriam Damm (* 1983), Schauspielerin

wohnhaft in Holungen:
- Gerhard Jüttemann (PDS), Mitglied des 13. und 14. Deutschen Bundestages

## Kultur und Sehenswürdigkeiten

### Sehenswürdigkeiten

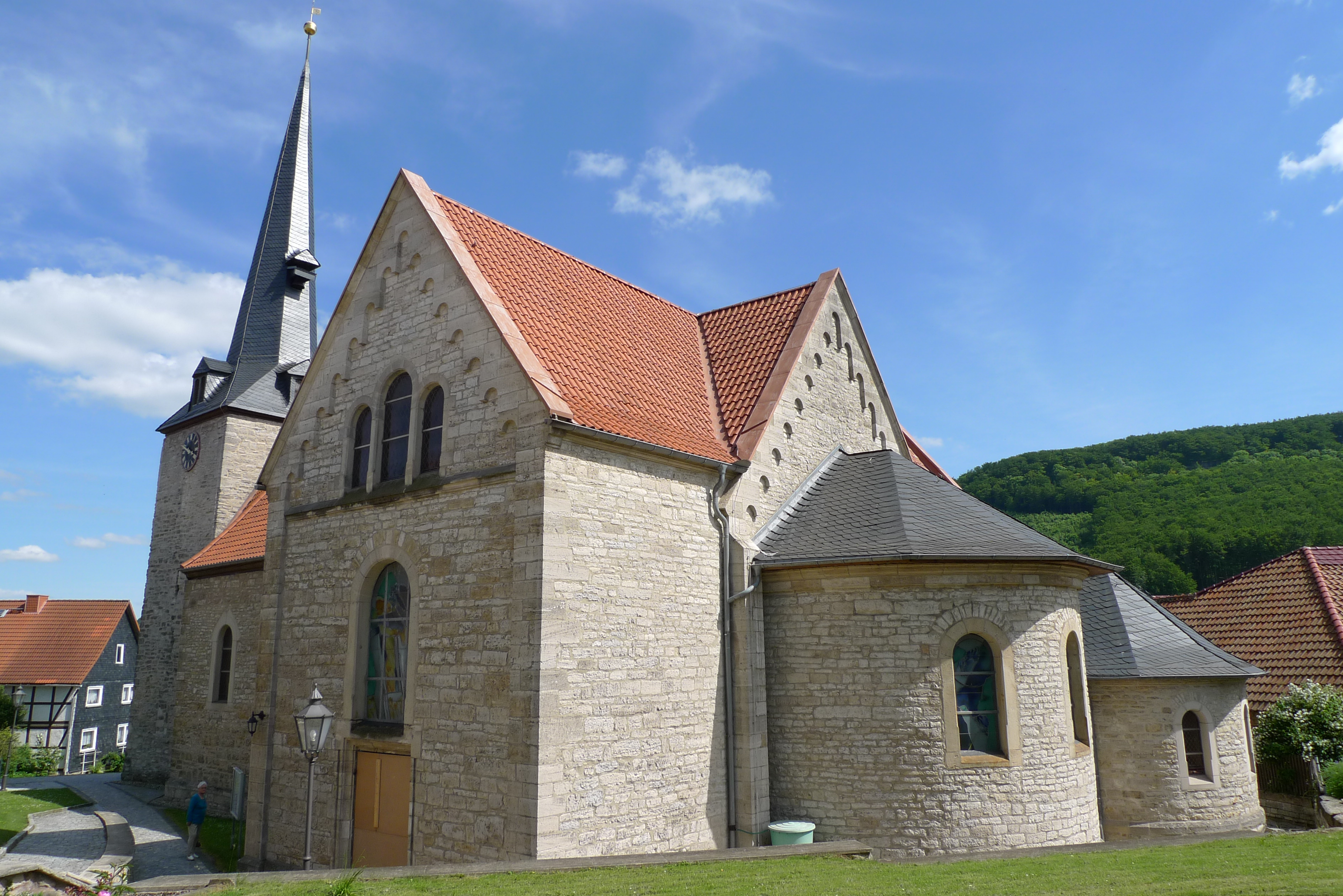
Ansicht der Kirche von Nordwesten

- römisch-katholische Kirche St. Johannes der Täufer
- Hermann-Isecke-Denkmal unterhalb des Sonnenstein
- Aussicht vom Sonnenstein bis ins Untereichsfeld im Nordwesten, den westlichen Harz im Nordosten und den Kyffhäuser im Osten.

### Vereine
Größere Vereine in Holungen sind der Männergesangsverein Einigkeit, der Kirchenchor Sankt Cäcilia, der Heimatverein Dr. Hermann Iseke Holungen, der Thomas-Müntzer-Kaliverein Bischofferode e. V., der Sportverein Blau-Weiß Holungen und eine Jugendgruppe der Malteser Jugend Diözese Erfurt. Einige Traditionen reichen bis ins 19. Jahrhundert zurück.
Erfolge konnte der Sportverein im Faustball verbuchen. Hier wurde man mit einer Mädchenmannschaft zweimal DDR-Meister. In dieser Sportart gibt es aber keine Aktivitäten mehr. Im Fußballbereich spielt die Männermannschaft in der 1. Kreisklasse. Auch hier kann im Jugendbereich auf einige Titel (Kreismeister, Kreispokalsieger, Hallenkreismeister) zurückgeblickt werden. Aufgrund geburtenschwacher Jahrgänge geht man im Moment aber Spielgemeinschaften mit anderen Dörfern (JSG Bodetal) ein.
1864 wurde in Holungen der Schützenverein gegründet. Eine Neugründung nach den Weltkriegen blieb aber aus. Trotzdem besitzt Holungen noch eine Schützenstraße. Ähnliches gilt für die regional bekannte Laienspielgruppe, die zwar nach der Wiedervereinigung Deutschlands noch ein paar Aufführungen hatte, anschließend aber nicht mehr auftrat.